# Roger Kean
Roger Kean (* 29. Juli 1948 in Solihull, Vereinigtes Königreich; † 3. Januar 2023) war ein britischer Zeitschriften-Verleger und Herausgeber von Büchern und Magazinen und Filmeditor. 

## Leben und Wirken
Roger Kean verbrachte seine Kindheit in Nigeria, später studierte er Filmtechnik und Bildende Künste. Er studierte unter Sir John Kyffin Williams Malerei und ist als sehr junger Mann in einer Dokumentation über den Maler beim Malen zu sehen. Dann war er als Filmeditor von Sportfilmen für das Fernsehen rund zehn Jahre tätig.
1982 zog er mit seinem Lebenspartner, dem schweizerischen Comiczeichner Oliver Frey, von London nach Ludlow. Im selben Jahr gründeten Frey und Kean sowie Freys Bruder Franco die Newsfield LTD., einen Magazinverlag, der sich hauptsächlich auf das Verlegen und Herausgeben von Computerspielmagazinen in Großbritannien spezialisierte; die bekanntesten Magazine waren Crash und Zzap!64. 1991 wurde der Verlag von einer anderen  Firma übernommen und Kean brachte dann Magazine wie Sega Force, N-Force, and Amiga Force. Auch war er Herausgeber von Büchern für Themenbereich wie Computerspiele, Popmusik, Sport und Geschichte.
Kean schrieb die Texte von erotisch-pornografischen Schwulencomics, die vor allem in den 1970er und 1980er Jahren entstanden und zu denen sein Lebenspartner Oliver Frey die Zeichnungen beisteuerte. Die Magazine haben bis heute Kultstatus.
Roger Kean starb am 3. Januar 2023 im Alter von 74 Jahren an  den Folgen einer Motoneuron-Krankheit.